# Deneb
Deneb (AFI: /ˈdɛneb/; Alfa Cygni / α Cygni / α Cyg) è una stella della costellazione del Cigno. Avendo una magnitudine apparente di +1,25, essa è la stella più brillante della costellazione nonché la diciannovesima stella più brillante del cielo notturno. Trovandosi a declinazioni boreali, la sua osservazione è favorita dall'emisfero boreale. Si tratta di una supergigante blu di classe spettrale A2I, intrinsecamente molto luminosa. Se appare meno brillante di stelle come Sirio, Arturo o Vega, ciò è dovuto alla sua grande distanza, che peraltro non è stata ancora determinata con precisione (le stime variano da 1400 a 3200 anni luce). Deneb è in ogni caso fra le stelle di prima magnitudine quella più distante dal Sole. Il suo nome deriva dall'espressione araba Dhaneb, che significa coda.

## Osservazione

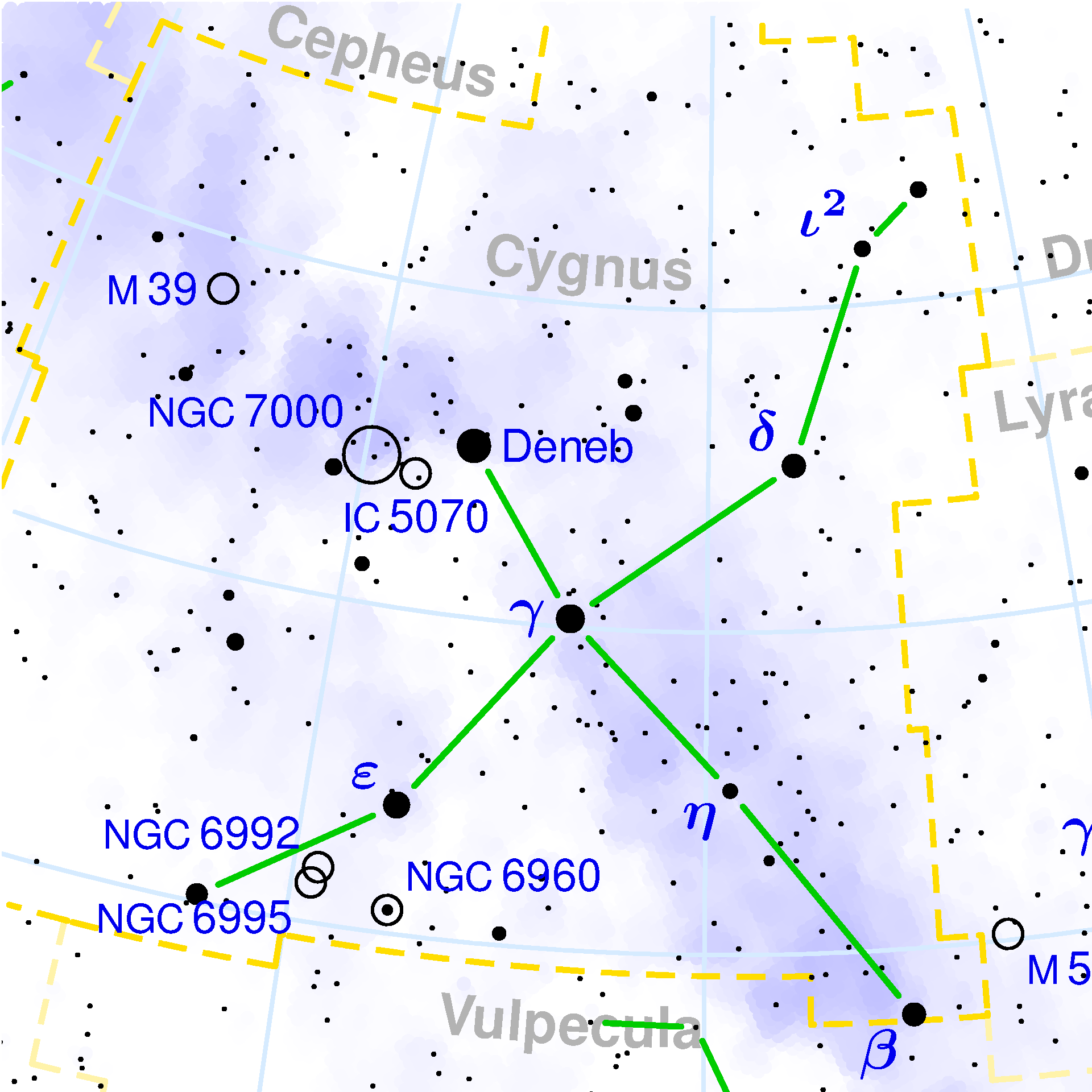
La posizione di Deneb nella costellazione del Cigno.

Situata sullo sfondo della Via Lattea, Deneb è facilmente individuabile nel cielo notturno a causa della sua luminosità e a causa dell'appartenenza al più appariscente asterismo del cielo estivo dell'emisfero boreale, il Triangolo estivo, formato, oltre che da Deneb, da Vega della Lira e da Altair dell'Aquila. Deneb, la meno brillante delle tre stelle, dista 38° da Altair e 24° da Vega, mentre la distanza angolare fra Vega e Altair misura 34°. Deneb quindi forma con Vega la base di un triangolo quasi isoscele, di cui costituisce il vertice più settentrionale. È anche la stella più settentrionale della Croce del Nord, l'asterismo che comprende le stelle più luminose della costellazione del Cigno: assieme ad Albireo (β Cygni), Deneb forma il braccio più lungo di tale Croce.
Avendo una declinazione di +45° circa, la sua osservazione è privilegiata dall'emisfero boreale della Terra, dove a nord della latitudine 45° N appare circumpolare, mentre nell'emisfero australe è visibile solo a nord della latitudine 45° S. La stella quindi non è mai visibile dall'Argentina e dal Cile meridionali, dalle Isole Falkland, dalle regioni più meridionali della Nuova Zelanda e dal continente antartico. Il periodo migliore per la sua osservazione nell'emisfero boreale è nella stagione estiva, sebbene sia visibile nel cielo serale bassa all'orizzonte fino a gennaio inoltrato, mentre nell'emisfero australe Deneb si presenta bassa sull'orizzonte ed il periodo migliore per l'osservazione cade nei mesi di agosto e settembre.
Per via della precessione degli equinozi Deneb è passata ad appena 7° dal polo nord celeste circa 18.000 anni fa, e tornerà in quella posizione attorno all'anno 9800. Deneb inoltre è attualmente la stella polare settentrionale di Marte.

## Ambiente galattico

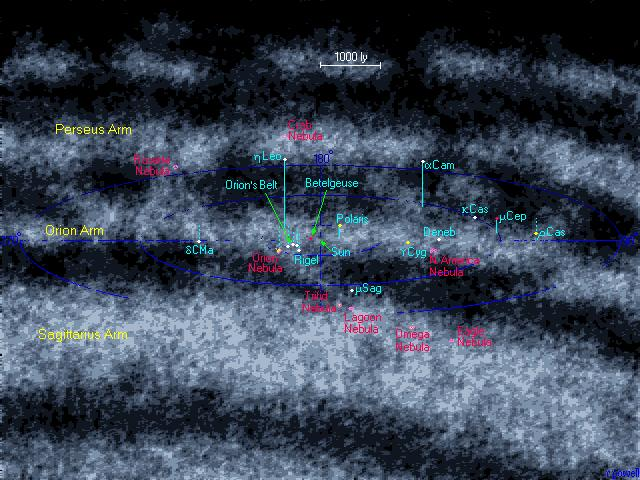
Ambiente galattico di Deneb e del Sole.

Poiché la distanza di Deneb non è ancora conosciuta con precisione, la determinazione del suo ambiente galattico è problematica. In ogni caso, Deneb si trova nello stesso braccio della Via Lattea in cui si trova anche il Sole, cioè il braccio di Orione, il cui nome deriva dal fatto che il suo punto più ricco ed intenso si trova in direzione della costellazione di Orione. Inoltre Deneb è stata assegnata all'associazione OB Cygnus OB7. Questa associazione, considerata la più vicina delle nove associazioni OB della costellazione del Cigno con una distanza di circa 800 pc, è collegata con l'estesissimo sistema di nubi molecolari giganti individuabili visivamente nelle vicinanze di Deneb e di cui fanno parte la Fenditura del Cigno, la Nebulosa Nord America e la Nebulosa Pellicano, all'interno delle quali sono attivi processi di formazione stellare. La regione di Cygnus OB7 e della Fenditura funge da separazione fra la nostra area del Braccio di Orione, in cui si trova la Cintura di Gould, e la regione retrostante, delle altre grandi associazioni OB del Cigno e del vastissimo Complesso nebuloso molecolare del Cigno, la cui luce ci viene celata dalle nubi della stessa Fenditura.
Le coordinate galattiche di Deneb sono 84,28° e 01,99°. Una longitudine galattica di circa 85° significa che la linea ideale che congiunge il Sole e Deneb, se proiettata sul piano galattico, forma con la linea ideale che congiunge il Sole con il centro galattico un angolo di circa 85°. Ciò significa che Deneb e il Sole hanno più o meno la stessa distanza dal centro galattico, con Deneb solo leggermente più vicina. Una latitudine galattica di 2° significa che Deneb si trova più o meno sullo stesso piano in cui sono posti anche il Sole e il centro galattico. Di conseguenza, Deneb indica più o meno il punto verso cui il Sole si sta dirigendo nel suo moto di rivoluzione intorno al centro galattico.

## Caratteristiche fisiche fondamentali

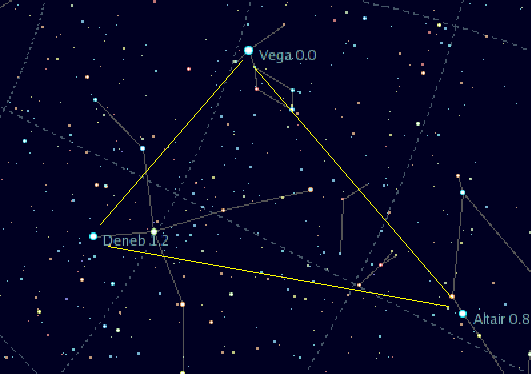
Il Triangolo Estivo

### Distanza
Conoscere la distanza a cui si trova una stella è indispensabile per studiare con precisione le sue caratteristiche fisiche. Infatti dalla luminosità apparente di un astro e dalla sua distanza è possibile dedurre la sua luminosità assoluta; dalla luminosità assoluta e dalla temperatura superficiale, inferibile dallo spettro della radiazione stellare, è possibile dedurre il raggio dell'astro. Inoltre, individuata la posizione sul diagramma H-R, data dalla luminosità e dalla classe spettrale, è possibile inferire la massa della stella. Sfortunatamente, la distanza di Deneb non è stata ancora determinata con precisione e questo complica di molto lo studio di questa stella. Infatti Deneb è troppo lontana perché la misura della sua parallasse, effettuata anche con gli strumenti più moderni attualmente a disposizione, come il satellite Hipparcos, sia accurata.
La prima riduzione dei dati di Hipparcos, effettuata nel 1997, era risultata in una parallasse di 1,01 mas, corrispondenti a una distanza di 1/0,00101 = 990 pc, equivalenti a circa 3230 anni luce. La nuova riduzione dei dati del satellite, risalente al 2007, ha dato una parallasse molto più grande, di 2,31 ± 0,32 mas, equivalenti a una distanza di 1/0,00231 = 432 pc, ossia circa 1410 anni luce. Tuttavia, Schiller & Przybilla (2008), basandosi sull'appartenenza di Deneb all'associazione Cyg OB7 e su dati spettroscopici, pongono Deneb alla distanza di 802 ± 66 pc (2615 ± 215 anni luce). Il satellite Gaia, successore di Hipparcos, che è stato lanciato nel 2013 e che fornirà misurazioni di almeno due ordini di grandezza più precise rispetto al suo predecessore, potrebbe dirimere definitivamente la questione della distanza di Deneb.

### Luminosità
La luminosità assoluta di Deneb dipende dalla sua luminosità apparente e dalla sua distanza. Essendo la sua distanza incerta, lo è anche la sua luminosità assoluta. Se Deneb si trova alla distanza calcolata dalla seconda riduzione dei dati del satellite Hipparcos, allora la sua luminosità assoluta ammonta a circa 48.600 L☉ e la sua magnitudine assoluta è -6,88. Se invece Deneb si trova alla distanza calcolata da Schiller & Przybilla (2008), allora la sua luminosità è molto maggiore: essa ammonterebbe a 196.000 ± 32.000 L☉ e la sua magnitudine assoluta scenderebbe a -8,38 ± 0,18. Se valesse questa seconda stima, Deneb sarebbe la stella di prima magnitudine intrinsecamente più brillante e una delle stelle più luminose entro un raggio di qualche migliaio di anni luce dal Sole.

### Classe spettrale e temperatura
| Articolo          | Temperatura (Kelvin) | Gravità superficiale (log g) |
| ----------------- | -------------------- | ---------------------------- |
| Zeerko (1971)     | 9510                 | 1                            |
| Aydin (1972)      | 9900                 | 1,2 ± 0,2                    |
| Blackwell (1980)  | 7635                 | -                            |
| Burnashev (1980)  | 10.080               | 1,54                         |
| Bonneau (1981)    | 8150 ± 600           | -                            |
| Samedov (1993)    | 9100                 | 1,2                          |
| Takeda (1994)     | 10.000               | 1,5                          |
| Takeda (1996)     | 9000                 | 1,5                          |
| Albayrak (2000)   | 9000                 | 1,45                         |
| Aufdenberg (2002) | 8420 ± 100           | 1,1 - 1,6                    |
| Schiller (2008)   | 8525 ± 75            | 1,10 ± 0,05                  |

Deneb è classificata come A2Iae. La classe spettrale A raccoglie le stelle di colore bianco, dovuto a una temperatura superficiale superiore a quella del Sole. Tuttavia la temperatura superficiale di Deneb non è ancora stata determinata con precisione e le stime variano di molto. Le temperature misurate spettroscopicamente variano infatti da 7.635 K a 10.080 K, anche se la maggior parte degli studi indicano temperature vicine ai 9000 K. Alcuni dei valori presenti in letteratura sono riportati nella tabella a fianco, assieme ad alcuni valori della gravità superficiale della stella. La media degli 11 valori riportati nella tabella è 9029 K. Le incertezze riguardanti la temperatura superficiale complicano ulteriormente lo studio di Deneb in quanto, non conoscendo con precisione sia la luminosità che la temperatura, la posizione della stella sul diagramma H-R è molto incerta.
La classe di luminosità I raccoglie le supergiganti, cioè stelle massicce in avanzato stato evolutivo, che, avendo esaurito l'idrogeno nei loro nuclei, sono fuoriuscite dalla sequenza principale. La sottoclasse Ia della classe I raccoglie le supergiganti più luminose. Infine la lettera e nella classificazione della stella indica che nello spettro sono presenti, oltre che linee di assorbimento, anche linee di emissione.

### Raggio
Deneb è una stella di grandi dimensioni, abbastanza grande perché, nonostante la notevole distanza, il suo raggio possa essere direttamente misurato mediante tecniche interferometriche. Il diametro angolare di Deneb è stato misurato da vari team di studiosi utilizzando strumenti diversi, ma i risultati ottenuti concordano fra loro in modo abbastanza soddisfacente. Bonneau et al. (1981) riportano un valore di 2,6 ± 0,3 mas nella banda dei 500-650 nm e Koechlin & Rabbia (1985) un valore di 2,04 ± 0,45 mas nella banda dei 600 nm. Aufdenberg et al. (2002) hanno utilizzato il Navy Prototype Optical Interferometer a varie lunghezze d'onda comprese fra 650 e 850 nm per misurare il diametro angolare della stella e hanno ottenuto un valore medio di 2,40 ± 0,06 mas, che hanno corretto in 2,76 ± 0,06 mas per tenere conto del fenomeno dell'oscuramento al bordo; invece Mozurkewich et al. (2003) riportano un valore di 2,337 ± 0,058 mas alla banda dei 800 nm, che correggono in 2,420 ± 0,060 mas. Una misura più recente è quella ottenuta da Chesneau et al. (2010) tramite l'interferometro CHARA alla banda dei 650 nm: il diametro è risultato essere di 2,34 ± 0,03 mas.

Confronto tra le dimensioni stimate di Deneb e quelle del Sole. Il Sole è il puntino a destra.

Se si conoscesse con una certa precisione la distanza di Deneb, le sue dimensioni sarebbero inferibili dal suo diametro angolare. Tuttavia essendo la distanza incerta, lo è anche la misura del suo raggio. Prendendo per buono il valore corretto di 2,420 mas riportato da Mozurkewich et al. (2003), alla distanza calcolata da Schiller & Przybilla (2008) di 2615 anni luce, esso corrisponde a un raggio di 212 R☉, ma alla distanza di 1410 anni luce, ricavabile dai dati del satellite Hipparcos, esso corrisponde a un raggio di 112 R☉.
Conoscendo la luminosità assoluta di una stella e la sua temperatura è possibile ricavare il raggio mediante la legge di Stefan-Boltzmann. Come si è visto però sia la luminosità assoluta che la temperatura di Deneb sono incerte. Schiller & Przybilla (2008), assumendo una distanza di 2615 anni luce e una temperatura di 8525 ± 75 K, ricavano un raggio di 203 ± 17 R☉, in discreto accordo con il valore ricavato dalle misure interferometriche, assumendo la stessa distanza. Se invece si assume la distanza ricavata dalle osservazioni di Hipparcos e una temperatura di 8500 K, si ottiene un raggio di 114 R☉, ancora una volta in discreto accordo con le misure interferometriche, sempre assumendo la stessa distanza.

### Massa, stato evolutivo e destino finale
Come si è detto, l'incerta posizione di Deneb sul diagramma H-R si ripercuote sulle stime riguardo alla sua massa. Se si assume una distanza di circa 1400 anni luce, sulla base della nuova riduzione dei dati di Hipparcos, allora la minore luminosità conseguente porta a ipotizzare che Deneb abbia una massa di 15,5 ± 0,8 M☉ e un'età di 11,6 ± 0,5 milioni di anni. Questo dato è ricavato facendo la mediana fra diversi modelli evolutivi. Tuttavia se si assumono distanze maggiori e di conseguenza luminosità assolute maggiori, la massa stimata cresce. Schiller & Przybilla (2008), assumendo una distanza di circa 2600 anni luce, ipotizzano una massa di 19 ± 4 M☉.
Per quanto riguarda lo stato evolutivo della stella, due scenari sono possibili: si può assumere che Deneb abbia iniziato la sua esistenza come una stella di massa pari a 23 ± 2 M☉ appartenente alle ultime sottoclassi della classe spettrale O e che attualmente stia percorrendo la parte superiore del diagramma H-R in senso orizzontale, da sinistra a destra, portandosi dalla sequenza principale alla zona delle supergiganti rosse; oppure si può ritenere che inizialmente la stella avesse una massa di 20 ± 2 M☉ e che sia in uno stadio più avanzato di evoluzione: dopo essere passata dalla fase di supergigante rossa si starebbe contraendo nuovamente per ritornare ad essere una supergigante blu e quindi starebbe nuovamente percorrendo in modo orizzontale il diagramma H-R, ma questa volta da destra a sinistra.
Tuttavia una massa di 19 M☉ è compatibile solo con il primo scenario. Se infatti si assumesse il secondo, Deneb avrebbe perso molto della sua massa iniziale a causa degli imponenti venti stellari che si dipartono dalle supergiganti e dovrebbe avere ora una massa di circa 11 M☉. Anche se il rapporto fra l'abbondanza dell'azoto e quella del carbonio farebbe pensare a una stella in uno stato evolutivo più avanzato, il dato può essere riconciliato con il fatto che Deneb non sia ancora diventata una supergigante rossa se si suppone che essa, durante la fase di sequenza principale, sia stata una stella ad alta velocità di rotazione (> 300 km/s), che ha rimescolato già in questa fase i prodotti del ciclo CNO. Se queste ipotesi sono corrette, Deneb non ha ancora iniziato la fusione dell'elio nel suo nucleo, ma sta ancora fondendo l'idrogeno all'interno di un inviluppo che circonda un nucleo di elio ancora inerte. L'accumularsi dell'elio al centro della stella sta spingendo verso l'esterno la shell dell'idrogeno all'interno della quale avvengono le reazioni nucleari. Questa maggiore vicinanza della shell alla superficie comporterà un aumento di dimensioni della stella e una conseguente diminuzione della temperatura superficiale.
Una terza stima della massa è compiuta da Aufdenberg et al. (2002) che assumono un raggio di 180 R☉, una temperatura superficiale di 8600 K e una luminosità assoluta di 160.000 L☉. Usando le tracce evolutive di Heger & Langer (2000), ottengono una massa di 20-25 M☉.
In ogni caso Deneb sembra abbastanza massiccia perché possa concludere la sua esistenza in una supernova di tipo II entro qualche milione di anni.

## Altre caratteristiche

### Velocità e periodo di rotazione
Le più recenti stime della velocità di rotazione proiettata di Deneb (v × sin i) si attestano intorno a 20–25 km/s. Ad esempio, riportano un valore di 20 km/s Chesneau et al. (2010) e Schiller & Przybilla (2008) e un valore di 25 km/s Albayrak et al. (2003), Aufdenberg et al. (2002) e Albayrak (2000). Per conoscere la reale velocità della stella all'equatore è necessario sapere qual è il valore di i, cioè l'inclinazione dell'asse di rotazione rispetto alla nostra linea di vista. Tale valore non è ancora conosciuto.
Sono state tuttavia fatte delle ipotesi sulla reale velocità di rotazione di Deneb. Ad esempio, Aufdenberg et al. (2006) hanno osservato che alle frequenze dell'infrarosso il disco di Deneb presenta uno schiacciamento di circa il 2%. Gli studiosi ipotizzano che esso sia dovuto all'alta velocità di rotazione della stella. Per riconciliare questa supposta alta velocità con il basso valore di v × sin i, è necessario supporre che Deneb rivolga verso di noi uno dei suoi poli e che i ≤ 30°.
Un'altra ipotesi è quella avanzata da Richardson et al (2011). Gli studiosi hanno individuato un periodo di 40 giorni nelle oscillazioni della linea Hα nello spettro della stella. Essi collegano questo periodo a quello di rotazione della stella su se stessa. Se ciò dovesse essere confermato e data una misura più precisa del raggio della stella, sarebbe possibile ricavare la velocità di rotazione della stella all'equatore e, di conseguenza, la misura di i.

### Vento stellare e perdita di massa

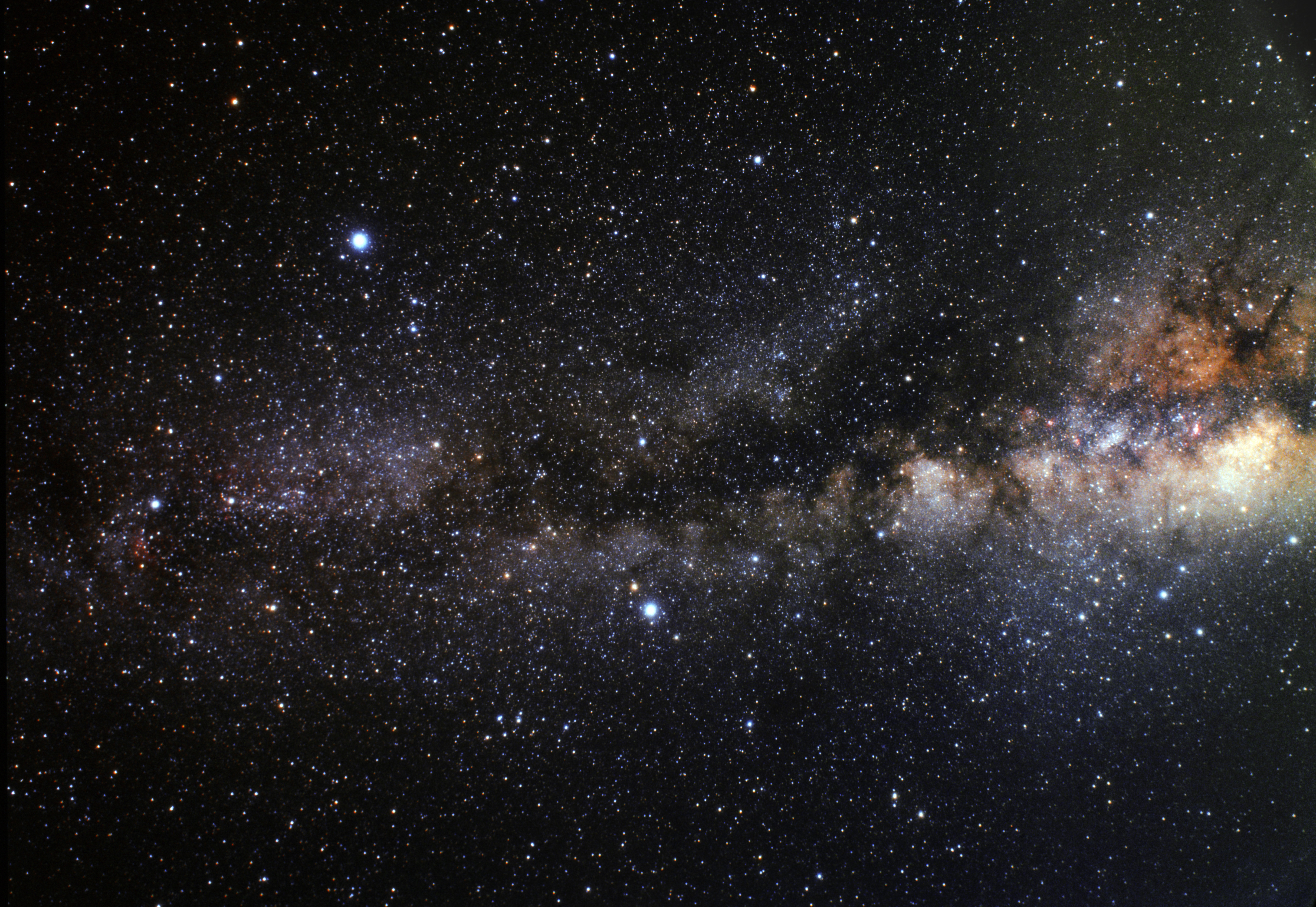
Una immagine del Triangolo estivo. Deneb è la stella luminosa in centro a sinistra nella fotografia, in prossimità della scia della Via Lattea. La stella più luminosa, in alto a sinistra, è Vega, mentre Altair è visibile in basso al centro.

Deneb, come tutte le supergiganti, perde massa a ritmi molto elevati a causa del vento stellare emesso. Tuttavia in letteratura si trovano valori molto diversi circa la quantità di massa espulsa dalla stella, valori che differiscono fra loro anche di tre ordini di grandezza. Ad esempio, Scuderi et al. (1992) stimano una perdita di massa di 3,7 ± 0,8 × 10−6 M☉ all'anno, mentre Hensberge et al. (1982) riportano un valore di 1-5 × 10−9 M☉ all'anno. Fortunatamente i due più recenti ed accurati studi sulle caratteristiche fisiche di Deneb, Aufdenberg et al. (2002) e Schiller & Przybilla (2008), sono in discreto accordo circa le proprietà del vento stellare di Deneb: il primo riporta una perdita di massa nell'ordine di 10−6 - 10−7 M☉ all'anno e una velocità del vento stellare di 225 km/s, il secondo una perdita di 3,1 × 10−7 M☉ all'anno e una velocità di 240 ± 25 km/s. Questo valori sono elevatissimi se paragonati alla perdita di massa del Sole dovuta al vento solare (10 milioni di volte maggiori), ma del tutto normali per una stella supergigante.
Chesneau et al. (2010) hanno analizzato tramite l'interferometro CHARA il vento stellare di Deneb, che è risultato essere asimmetrico e variabile nel tempo. Ciò suggerisce un ambiente circumstellare irregolare e disomogeneo. Tuttavia gli studiosi hanno calcolato che la perdita di massa dovuta al vento stellare non cambia molto nel tempo (< 5%), il che porta a pensare che le irregolarità siano dovute a perturbazioni nel vento stellare stesso.

### Variabilità
Deneb è una stella variabile: è infatti il prototipo delle variabili Alfa Cygni e la sua magnitudine varia da +1,210 a + 1,290. Le variabili Alfa Cygni sono usualmente supergiganti di classe spettrale Aep o Bep, la cui luminosità varia di 0,1 magnitudini. Esse presentano molti cicli di variabilità sovrapposti, con periodi che vanno da alcuni giorni a molte settimane. Si pensa che la loro variabilità sia dovuta a pulsazioni non radiali della superficie stellare. Si tratta di variabili difficili da studiare dato che presentano piccole variazioni con periodi abbastanza lunghi.
Fin dagli anni trenta del XX secolo Deneb è stata riconosciuta come variabile sia dal punto di vista spettroscopico che fotometrico. La variabilità è per lo più attribuita a pulsazioni non radiali della stella, ma si è rivelato molto difficile stabilire sia il periodo delle pulsazioni sia il loro modo. In una serie di articoli pubblicati negli anni 2007-2010, Rzaev e colleghi hanno reso noti i loro studi sulla variabilità di Deneb. In particolare essi hanno studiato la variabilità delle linee Hα, Hβ e di 80 ioni, fra cui quelli dell'elio, del magnesio e del ferro. Essi confermano che la variabilità spettroscopica è probabilmente dovuta a cambiamenti nella superficie della stella e ipotizzano che la variabilità del vento stellare sia una conseguenza di questi cambiamenti. Sulla base delle variazioni della linea Hβ, gli studiosi individuano due periodi di 14 e 22 giorni. Essi concludono che il periodo di 14 giorni è quello del modo fondamentale di oscillazione. Gautschy (2009) ha invece ipotizzato che la variabilità di Deneb sia dovuta, non tanto a pulsazioni della superficie stellare, ma alla formazione di una zona convettiva superficiale in seguito all'espansione della stella nel suo passaggio dalla sequenza principale alla fase di supergigante. Una simile ipotesi era stata già avanzata, seppur cautamente, da Boer et al. (1988).

### Composizione chimica e metallicità
Le misurazioni sulle abbondanze di elementi chimici nell'atmosfera di Deneb e sulla sua metallicità sono alquanto discordanti fra loro. Ciò dipende anche dalle differenze di temperatura superficiale riportate. Takeda et al. (1996) hanno misurato una abbondanza di azoto circa doppia rispetto a quella solare e una abbondanza di carbonio circa tripla. L'elio invece avrebbe una abbondanza del 72% rispetto a quella solare. Fra gli elementi più pesanti il sodio e lo zolfo sarebbero più abbondanti che nel Sole, mentre l'ossigeno sarebbe significativamente meno abbondante.
Albayrak (2000) riporta abbondanze simili a quelle solari; tuttavia l'elio risulta molto meno abbondante che nel Sole (circa il 50%), mentre gli elementi pesanti sono generalmente più abbondanti: per esempio, il ferro neutro avrebbe una abbondanza del 173% rispetto a quella solare.
Infine, Schiller & Przybilla (2008) riportano una abbondanza di elio del 125% rispetto a quella solare, una forte sovrabbondanza di azoto (quasi 5 volte quella solare) e un pronunciato deficit di carbonio (32% di quello del Sole). Tutto ciò sembra indicare, osservano gli autori, che i prodotti del ciclo CNO sono apparsi sulla superficie della stella. Le abbondanze di ossigeno e di altri elementi più pesanti si attestano intorno al 60% rispetto a quelle solari. Schiller & Przybilla (2008) stimano una metallicità di -0,2. Se ciò è corretto, Deneb presenta una abbondanza di elementi più pesanti dell'elio di circa il 63% rispetto al Sole.

## Etimologia

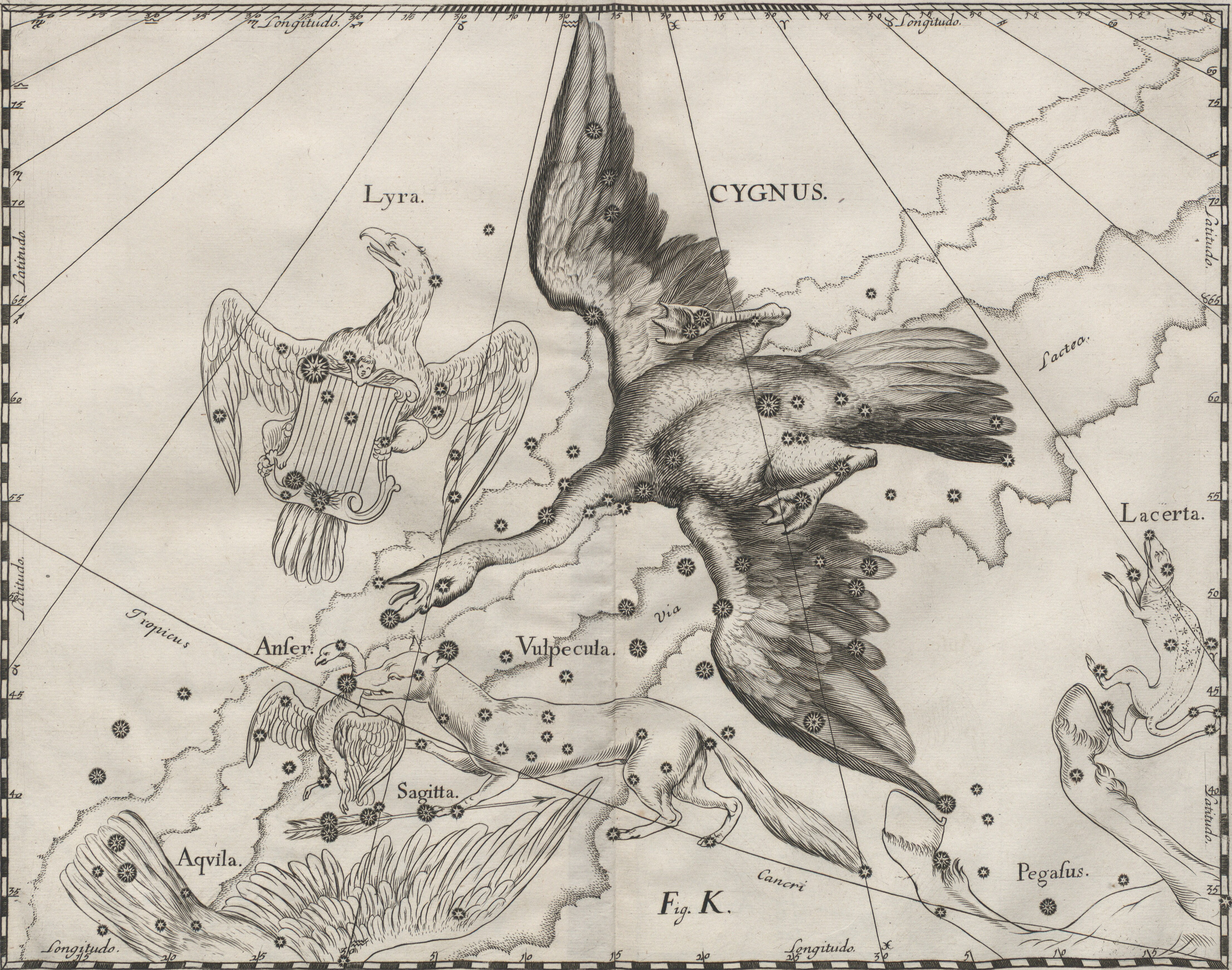
Il Cigno che vola lungo la Via Lattea in una carta di Johannes Evelius, 1690. Deneb è la stella luminosa posta fra le zampe dell'animale.

Deneb deriva il suo nome da Dhanab, la parola araba per coda, contrazione di ذنب الدجاجة‎ Dhanab al-dajāja ("La coda della gallina"). Il riferimento a una gallina anziché a un cigno si spiega con il fatto che, sebbene la costellazione in ambiente romano, greco, arabo e mesopotamico fosse costantemente rappresentata come un uccello, essa ha di volta in volta preso la forma di un cigno o di un'aquila o di una gallina o di un piccione.
Nomi simili a quello di Deneb sono stati dati ad almeno altre sette stelle, fra cui le più note sono Deneb Kaitos, la stella più brillante della costellazione della Balena, Deneb Algedi, la stella più brillante del Capricorno, e Denebola, la seconda stella più luminosa del Leone. In tutti questi casi il nome della stella si riferisce alla coda dell'animale che la rispettiva costellazione rappresenta.
Dall'espressione araba Dhanab al-Dajāja deriva il nome Denebadigege, utilizzato per Deneb nelle Tavole alfonsine; varianti di questo nome sono Deneb Adige e Denebedigege. Un altro nome riportato dalle Tavole alfonsine è Arided, derivante da al-Ridhādh, un nome per la costellazione dal significato incerto, sebbene sembra discenda dal nome di un qualche fiore dall'odore dolce. Il poeta e scrittore tedesco Philipp von Zesen (1619-1698), sulla base di questa associazione della costellazione con un fiore, chiamava la stella Os rosae (bocca di rosa) o Rosemund, nome tedesco di significato equivalente. Invece Johann Bayer chiama la stella Gallina, con evidentemente riferimento all'espressione araba.
In ambiente cinese, 天津 (Tiān Jīn), che significa Guado Celeste, si riferisce a un asterismo appartenente alla costellazione della Ragazza, che comprende Deneb, γ Cygni, δ Cygni, 30 Cygni, ν Cygni, τ Cygni, υ Cygni, ζ Cygni e ε Cygni. Deneb è di conseguenza chiamata 天津四 (Tiān Jīn sì), la Quarta Stella del Guado Celeste. Nella favola cinese che ha dato origine alla festa di Qixi, Deneb rappresenta il ponte di gazze ladre che attraversa la Via Lattea e che permette ai due amanti Niu Lang (Altair) e Zhi Nü (Vega) di riunirsi una volta all'anno, in tarda estate. In altre versioni della favola, Deneb è una fata che sorveglia gli incontri dei due amanti.
In astrologia si crede che Deneb conferisca un intelletto vivace e portato all'apprendimento. Di conseguenza, essa è favorevole agli scienziati e agli artisti, soprattutto a quelli che mirano alla ricchezza servendosi delle loro scoperte e delle loro opere.